# Visita de Nancy Pelosi a Taiwan

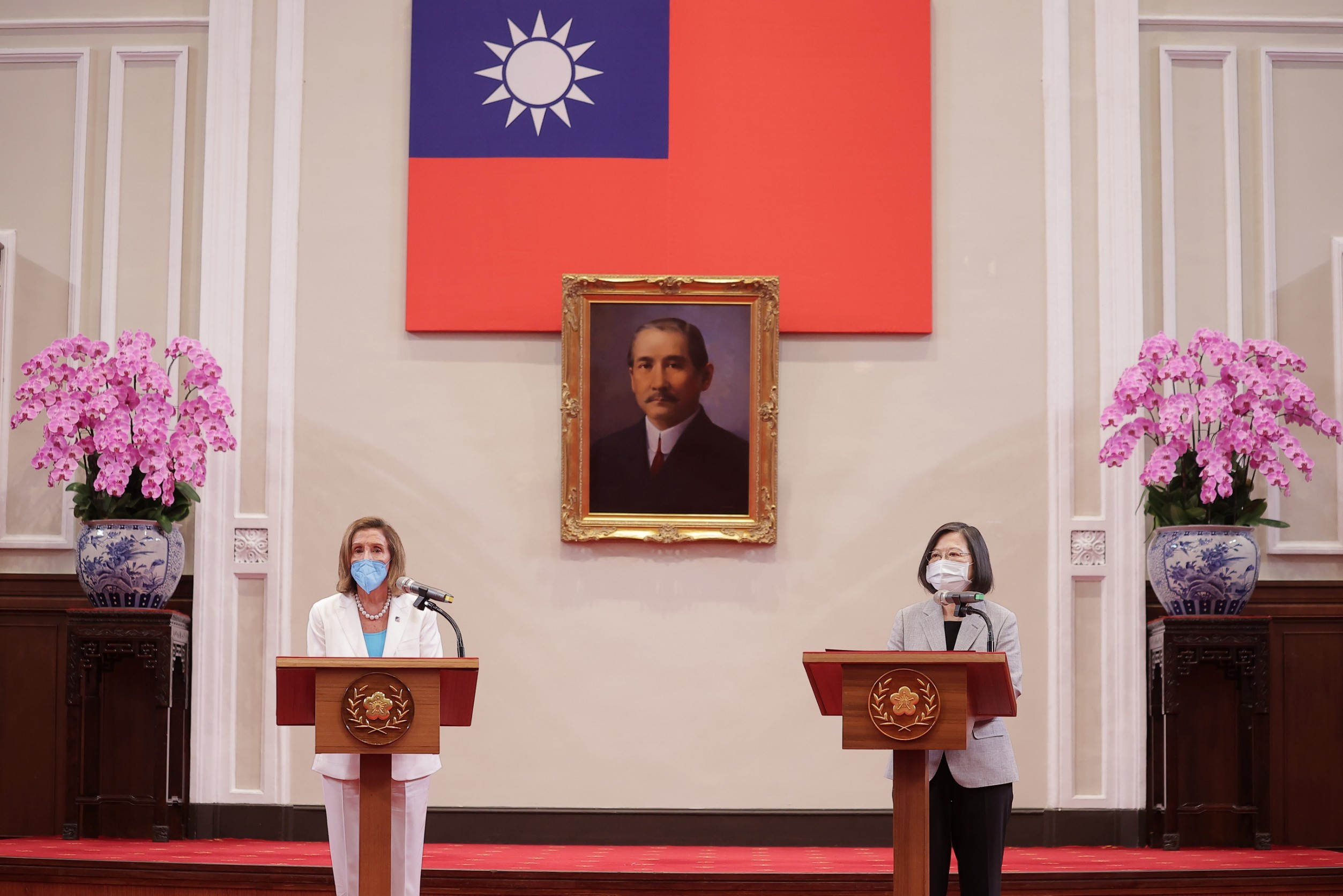
Nancy Pelosi e a presidente taiwanesa Tsai Ing-wen realizam uma coletiva de imprensa no gabinete presidencial de Taiwan.

Nancy Pelosi visitou Taiwan no dia 2 de agosto de 2022. Essa visita diplomática é parte de um tour pela Ásia liderado pela Presidente da Câmara dos Representantes dos Estados Unidos, com paradas breves em Singapura, Malásia, Taiwan, Coreia do Sul e Japão. A Casa Branca de apoia oficialmente a visita.
Pouco tempo após sua chegada, Pelosi disse que sua visita era um sinal do "compromisso (estadunidense) inabalável de apoiar a vibrante democracia de Taiwan". Pelosi foi recepcionada por locais utilizando cores da bandeira ucraniana. Está no seu planejamento uma visita ao Legislativo e um encontro com a Presidente Tsai Ing-wen.
De acordo com uma sondagem citada pelo diário britânico The Guardian, dois terços dos taiwaneses consideram que a sua visita "não é bem-vinda" porque "poderia desestabilizar o Estreito de Taiwan".

## Contexto
Na manhã de 2 de Agosto, ainda não se tinha conhecimento público certo se Pelosi visitaria Taiwan. O representante Conselho de Segurança Nacional da Casa Branca, John Kirby, afirmou na tarde de 1 de agosto que a China poderia responder com um ataque de missel próximo à Taiwan ou poderia conduzir outras ações militares para demonstrar sua desaprovação da visita da política estadunidense. Ao mesmo tempo, Kirby alegou que os EUA não tem medo das ameaças da China e não iria permanecer parada no evento de qualquer agressão.
Os militares de Taiwan realizaram os seus maiores exercícios militares anuais nos dias que antecederam a visita de Nancy Pelosi, que incluíram simulações de intercepção de ataques chineses a partir do mar. Entretanto, o porta-aviões norte-americano USS Ronald Reagan e a sua flotilha deixaram Singapura em direcção ao Mar do Sul da China, enquanto outras tropas norte-americanas estão a realizar exercícios na Indonésia. Em resposta, a China realizou um exercício militar no Estreito de Taiwan.

## Reações

### China
A República Popular da China (RPC) reagiu de forma muito crítica à visita, tendo indicado várias vezes de várias formas que a visita de um alto funcionário estadunidense a Taiwan seria considerada uma violação da integridade territorial, soberania e interesses estratégicos da China, uma vez que a RPC considera Taiwan como parte do seu território. Em um discurso por telefone entre o presidente dos EUA, Joe Biden, e o líder chinês Xi Jinping na semana anterior, o governo da RPC alertou que os EUA "estão brincando com fogo e quem brinca com o fogo acaba se queimando" se Biden permitisse que Pelosi visitasse Taiwan. Em particular, em 2 de agosto, o embaixador da RPC na ONU, Zhang Jun, disse que tal visita é provocativa e prejudicará as relações China-EUA. O embaixador dos EUA em Pequim, Nicholas Burns, foi convocado pelo Ministério das Relações Exteriores da China para protestar contra a visita de Pelosi.
O Ministério da Defesa Nacional de Taiwan (MND) relatou 21 aviões do Exército de Libertação Popular (ELP) (dez caças J-16, oito caças J-11, um avião KJ-500 de alerta e controle antecipado, um avião de guerra eletrônica Y-9 e uma aeronave de inteligência de sinais eletrônicos Y-8) vooram para sua zona de identificação de defesa aérea em 2 de agosto. O MND informou que 27 aeronaves do ELP (cinco caças J-16, seis caças J-11 e 16 caças Sukhoi Su-30) entraram nessa área em 3 de agosto.
Em resposta ao desembarque de Pelosi em Taipei, na noite de 2 de agosto, o Comando do Teatro Oriental do ELP iniciou exercícios conjuntos da força naval e aérea nas áreas norte, sudoeste e sudeste de Taiwan; tiro de artilharia de longa distância no Estreito de Taiwan; e disparos de teste de mísseis de cabeça convencional em águas a leste de Taiwan. Além disso, a RPC anunciou que realizará exercícios militares em áreas ao redor de Taiwan entre os dias 4 a 7 de agosto.
O New York Times informou que muitos internautas na China ficaram chateados porque funcionários do governo fizeram sérias ameaças militares, mas não as cumpriram.

### Hong Kong
O presidente-executivo de Hong Kong, John Lee, expressou sua firme oposição às ações de Pelosi após sua visita a Taiwan. Ele afirmou que a visita de Pelosi minou a soberania e a autoridade territorial da China, desafiou abertamente a política "Uma China", ameaçou seriamente a paz e a estabilidade no Estreito de Taiwan e violou gravemente as normas básicas que regem as relações internacionais. Ele também enfatizou que o governo da Região Administrativa Especial de Hong Kong se opõe firmemente a qualquer interferência externa nos assuntos internos da China.

### Estados Unidos
Nos Estados Unidos, os senadores republicanos demonstraram raro apoio a Pelosi. O líder republicano do Senado, Mitch McConnell, juntou-se a outros 25 senadores republicanos para expressar apoio à viagem de Pelosi a Taiwan. Ao justificar seu apoio, os senadores republicanos chamaram a viagem de "consistente com a política de uma só China dos Estados Unidos".

### Internacional
Vários países reagiram à visita. O primeiro-ministro australiano Anthony Albanese disse: "Não queremos ver nenhuma mudança unilateral no status quo". A primeira-ministra da Nova Zelândia, Jacinda Ardern, disse que "diálogo e diplomacia é o que precisamos nestes tempos tensos". Um porta-voz da União Europeia enfatizou a "clara política de uma só China" do bloco, ao mesmo tempo em que mantém "relações amistosas e estreita cooperação com Taiwan".